# 富納奇峰
46°35′51″N 9°40′56″E / 46.59746°N 9.68229°E

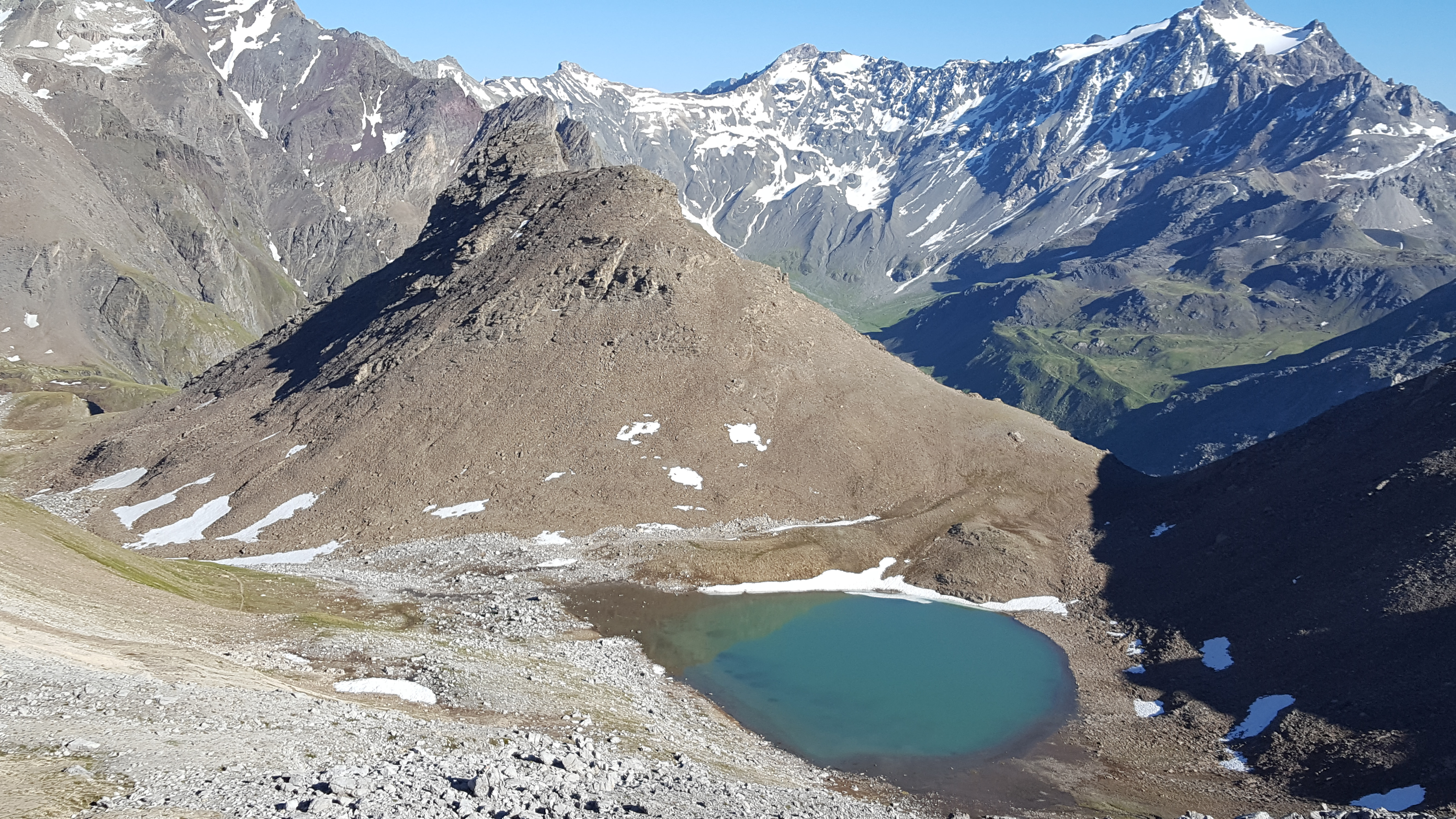

富納奇峰（Piz Furnatsch），是瑞士的山峰，位於該國東南部，由格勞賓登州負責管轄，屬於阿爾布拉山脈的一部分，距離格羅薩峰0.6公里，海拔高度2,787米。